# Ceslas van Polen
Ceslas van Polen, ook wel Ceslaus (Kamin, 1180 - Krakau, 1242) was de oudere broer van de heilige Hyacinthus van Polen. Na een persoonlijke ontmoeting met Dominicus Guzman, in Rome, werd hij samen met zijn broer dominicaan. Zij waren dan ook enkele van de eerste dominicanen. Hij was een van de belangrijkste dominicanen in Polen en hielp de inwoners ook bij de strijd tegen de Mongolen. Hij had, volgens de legende, bij een beleg op de muren gestaan. Bij zijn hoofd vandaan kwam toen een grote lichtstraal, die de belegeraars op de vlucht liet slaan. Hij stierf in 1242.
Ceslas wordt in de kunst voorgesteld als een dominicaan. Als meest voorkomend attribuut heeft hij een brandende kanonskogel, verwijzend naar zijn aandeel in de oorlog tegen de Mongolen. Andere attributen zijn: een kruisbeeld, een boek, een witte lelie en soms een kind, dat hij volgens de legende weer tot leven had gewekt, nadat het dood was gevonden door een paar schippers.
Ceslas is in 1713 zalig verklaard. Zijn feestdag is 15 juli.